# Lucas Mariano
Lucas Fernandes Mariano (Planaltina, 24 de setembro de 1993) é um jogador brasileiro de basquetebol. Atualmente defende o Franca no Novo Basquete Brasil.

## Início
Natural de Planaltina (GO), Lucas se mudou com a família para Franca quando tinha apenas cinco anos. Incentivado pela mãe, ex-atleta profissional com passagens por Brasília, Ponta Grossa e Franca, Lucas começou sua trajetória no basquete na Escola Lance Livre, com apenas sete anos. Aos 11 anos, passou a integrar a ASPA (Associação de Pais e Amigos do Franca Basquete), que funciona como base para o Franca.

## Carreira

#### Franca (2009–2015)
Em 2009, Lucas, então com apenas 15 anos, passou a frequentar os treinos do time profissional do Franca a convide do então treinador da equipe Hélio Rubens. Dois anos depois, aos 17, foi inscrito no time adulto. Nas primeiras temporadas pelo time profissional, Lucas teve pouco tempo em quadra, muitas vezes sequer saindo do banco de reservas. A situação mudou na temporada 2012–13, quando Lula Ferreira substituiu Hélio Rubens no comando da equipe francana. Lula assumiu com o desafio de renovar o grupo e apostar na base, promovendo Lucas a protagonista do Franca. A evolução de Lucas ganhou muito destaque, o que o permitiu receber o prêmio de Atleta Revelação de 2012 pela Federação Paulista de Basketball.
Lucas enfrentou grandes complicações no início da temporada seguinte: em meio às quartas-de-final do Campeonato Paulista, perdeu o irmão mais novo, morto ao se afogar numa piscina em Limeira. No jogo seguinte da série, Lucas foi liberado e seu irmão foi homenageado com um minuto de silêncio. O Franca caiu nas semifinais, mesmo com boa atuação de Lucas. No NBB 2013–14, Franca terminou a fase de classificação na décima posição e caiu nos playoffs nas quartas-de-final. Destaque em mais uma temporada, Lucas se inscreveu para o Draft da NBA em 2014, em busca de vaga na liga americana, mas não foi selecionado por nenhuma franquia da liga.
A temporada 2014–15 marcou o amadurecimento de Lucas na equipe francana. Ao lado de Léo Meindl, comandou o Franca, que conseguiu chegar às semifinais no Campeonato Paulista e ao quinto lugar na fase de classificação do NBB 2014–15, garantindo uma vaga para o clube na Liga Sul-Americana de 2015. Lucas anotou na campanha os melhores números da carreira até então, 29 pontos e 14 rebotes em jogo contra o Basquete Cearense
. Lucas foi votado pela primeira vez para o Jogo das Estrelas e foi um dos titulares do NBB Brasil, substituindo Rafael Hettsheimeir, que estava lesionado.

#### Mogi (2015–2016)
Contratado pelo Mogi das Cruzes para a temporada 2015–16, Lucas foi apresentado oficialmente em julho. Três meses depois, disputou a primeira final pelo Mogi, sendo derrotado pelo São José e ficando com o vice-campeonato paulista. Depois de deixar o Mogi teve Boas Passagens por Clubes como Brasília,Bauru,Botafogo,Vasco,e São Paulo onde ajudou o Time a alcançar sua primeira Final no NBB.,logo após o fim da Temporada 20/21 acertou o Seu Retorno ao Franca a onde iniciou a sua carreira e Retorna após quase 6 anos da última passagem pela Capital do Basquete.

## Seleção Brasileira
Lucas teve passagens por diversas seleções de base do Brasil. Já representou o país em duas edições da Universíade, em 2013 e em 2015.

## Estatísticas

### Temporada regular do NBB
| Ano               | Equipe            | PJ  | MPJ  | 2P%  | 3P%  | LL%  | RT  | AS | BR | TO  | PPJ  |
| ----------------- | ----------------- | --- | ---- | ---- | ---- | ---- | --- | -- | -- | --- | ---- |
| 2009–10           | Franca            | 2   | 1.2  | .500 | .000 | .500 | .5  | .0 | .5 | .0  | 1.5  |
| 2010–11           | Franca            | 3   | 2.5  | .750 | .000 | .000 | 1.0 | .0 | .0 | .3  | 2.0  |
| 2011–12           | Franca            | 10  | 10.2 | .640 | .000 | .833 | 2.0 | .3 | .5 | .4  | 4.2  |
| 2012–13           | Franca            | 34  | 22.5 | .557 | .000 | .656 | 4.8 | .3 | .7 | 1.0 | 11.5 |
| 2013–14           | Franca            | 31  | 29.3 | .532 | .347 | .785 | 4.0 | .8 | .6 | .9  | 13.2 |
| 2014–15           | Franca            | 30  | 30.2 | .578 | .398 | .485 | 5.8 | .8 | .7 | .6  | 12.0 |
| 2015–16           | Mogi das Cruzes   | 12  | 17.3 | .638 | .304 | .458 | 3.1 | .4 | .8 | .3  | 7.7  |
| Carreira          | Carreira          | 122 | 16.2 | .563 | .357 | .613 | 3.0 | .4 | .5 | .5  | 10.7 |
| Jogo das Estrelas | Jogo das Estrelas | 1   | 18.7 | .600 | .500 | .000 | 6.0 | .0 | .0 | .0  | 9.0  |

### Playoffs do NBB
| Ano      | Equipe   | PJ | MPJ  | 2P%  | 3P%  | LL%  | RT  | AS | BR | TO | PPJ  |
| -------- | -------- | -- | ---- | ---- | ---- | ---- | --- | -- | -- | -- | ---- |
| 2012     | Franca   | 5  | 9.4  | .600 | .000 | .667 | 1.6 | .0 | .2 | .6 | 4.0  |
| 2013     | Franca   | 8  | 26.7 | .419 | .000 | .778 | 4.6 | .9 | .4 | .6 | 8.3  |
| 2014     | Franca   | 10 | 28.8 | .500 | .364 | .714 | 3.5 | .7 | .0 | .8 | 11.7 |
| 2015     | Franca   | 10 | 32.9 | .594 | .375 | .542 | 5.5 | .8 | .6 | .8 | 13.4 |
| Carreira | Carreira | 33 | 24.4 | .512 | .365 | .667 | 3.8 | .6 | .3 | .7 | 10.2 |

### FIBA Liga das Américas
| Ano      | Equipe   | PJ | MPJ | 2P%  | 3P%  | LL%   | RT | AS | BR | TO | PPJ |
| -------- | -------- | -- | --- | ---- | ---- | ----- | -- | -- | -- | -- | --- |
| 2012     | Franca   | 3  | 3.0 | .000 | .000 | 1.000 | .0 | .0 | .3 | .0 | .7  |
| Carreira | Carreira | 3  | 3.0 | .000 | .000 | 1.000 | .0 | .0 | .3 | .0 | .7  |